# Boris Peškovič
Boris Peškovič (ur. 30 czerwca 1976 w Topolczanach) – były słowacki piłkarz występujący na pozycji bramkarza.

## Kariera
Peškovič rozpoczynał swoją karierę w klubie OFK Nedanovce, by kontynuować ją w Slovanie Bratysława. Do Polski trafił w 2002 roku, do II-ligowego Lukullusa Świtu Nowy Dwór. Był jednym z kilku piłkarzy odpowiedzialnych za tzw. aferę barażową, w której zawodnicy Świtu „sprzedali” awans do pierwszej ligi Szczakowiance Jaworzno. Słowak, który brał udział w tym procederze i przyznał się do winy, został ukarany przez PZPN roczną dyskwalifikacją. Wystąpił później w barwach Świtu w sezonie 2003/2004 7 razy (zadebiutował 17 kwietnia 2004 roku) i przeszedł do II-ligowego Widzewa Łódź, w którym grał jesienią kolejnych rozgrywek.
W przerwie zimowej tamtego okresu został zawodnikiem Pogoni Szczecin. W lecie 2005 roku doznał kontuzji, a jego miejsce w składzie na sezon 2005/2006 zajął utalentowany Bartosz Fabiniak. Po wymianie niemal całego składu Pogoni na przełomie 2005 i 2006 roku, Peškovič był jednym z niewielu piłkarzy, którzy pozostali w klubie. Po przyjściu do drużyny Radosława Majdana, nadal był rezerwowym bramkarzem zespołu. W barwach „Portowców” rozegrał łącznie 33 spotkania.
21 lutego 2007 roku Peskovič podpisał kontrakt z Zagłębiem Sosnowiec. Awansował z nim do Ekstraklasy. 28 lipca tego roku opuścił zgrupowanie Zagłębia, rozstając się z drużyną. Przyczyną była zbyt niska podwyżka, proponowana przez zarząd klubu. Występował następnie w barwach Górnika Zabrze, którego reprezentował w latach 2007–2008.
Po rozwiązaniu umowy z Górnikiem, był piłkarzem portugalskiej Académiki Coimbra, do której przeszedł razem z Łukaszem Madejem. Grał tam w podstawowym składzie, a w lipcu 2009 roku został zawodnikiem CFR Cluj. Wraz z początkiem 2011 roku przeniósł się do słowackiego Tatrana Preszów, występując w klubie przez pół roku. Na sezon 2011/2012 powrócił do Górnika Zabrze. W rundzie jesiennej rozegrał tylko jedno spotkanie ligowe. 20 stycznia 2012 roku Peškovič rozwiązał kontrakt za porozumieniem stron, a 10 dni później związał się z pierwszoligową Wisłą Płock. Jeszcze w 2012 roku postanowił zakończyć zawodową karierę.

## Życie prywatne
Żonaty z Anną, mają córkę Amelię. Przyrodni brat Borisa, Michal, jest bramkarzem.